# ヤン・ヴァーツラフ・カリヴォダ
ヤン・(クシチテル・)ヴァーツラフ・カリヴォダ（チェコ語: Jan (Křtitel) Václav Kalivoda, *1801年2月21日 プラハ - †1866年12月3日 カールスルーエ）は、ボヘミア出身の作曲家・楽長・ヴァイオリニスト。ドイツで活躍したため、ドイツ語名の「ヨハン・バプティスト・ヴェンツェル・カリヴォダ」（Johann (Baptist) Wenzel Kalliwoda）の表記でも広く知られている。

## 経歴
1811年よりプラハ音楽院でアロイス・ディオニュス・ヴェーバー(de:Friedrich Dionys Weber)に作曲を、フリードリヒ・ヴィルヘルム・ピクシスにヴァイオリンを師事。14歳でヴァイオリン奏者としてデビュー。
学業を終えるとプラハ歌劇場管弦楽団に入団。1821年からヴァイオリニストとしてリンツやミュンヘンなどヨーロッパ各地で演奏旅行を続け、成功を収める。1822年から1865年まで、コンラディン・クロイツァーの後任としてドナウエッシンゲン侯国宮廷楽長に就任。亡くなる直前までこの地位に就いていた。1865年に引退。翌年、心筋梗塞により他界。

## 作曲作品
カリヴォダはきわめて多作な作曲家であり、たとえばロベルト・シューマンのような同時代の音楽家から、高い評価を受けていた。遺した作品数は300曲にのぼり、そのうちおよそ250曲に作品番号が付けられている。歌劇、交響曲、演奏会用序曲、ピアノ協奏曲、ピアノ曲、教会音楽、歌曲、合唱曲のほか、いくつかの器楽曲がある。

### 主要作品一覧
- 交響曲 第1番 ヘ短調 作品7
- ヴァイオリン協奏曲 第1番 作品9
- 4手のためのピアノ曲《大行進曲》作品26
- 4手のためのピアノ曲《ディヴェルティメント ヘ短調》作品28
- 2つのヴァイオリンのための二重奏曲 ト短調 作品70
- オーボエと管弦楽の為の小協奏曲　ヘ長調　作品110
- 4手のための《ピアノ・ソナタ ト短調》作品135
- ミサ曲イ長調 作品137
- オーボエとピアノのためのサロン的小品 作品228
- クラリネットとピアノのためのサロン的小品 作品229
- ファゴットとピアノのためのサロン的小品 作品230
- 寓意劇《聴衆 "Die Audienz"》
- 歌劇《クリスティーネ姫 "Prinzessin Christine"》
- "Billibambuffs Hochzeitsreise zum Orcus und Olymp" (Fastnachtsspiel)
- "Blanda, die silberne Birke" (Oper in 3 Akten)

## 家族・親族
- 夫人は声楽家のテレーゼ・ブルネッティ(Therese Brunetti)（1803年 - 1892年）。
- 息子のヴィルヘルム・カリヴォダ(de:Wilhelm Kalliwoda)（1827年 - 1893年）は父親の後を継いで音楽家となり、カールスルーエでバーデン公国の宮廷楽長に就任した。